# Брейдхольт
Брейдхольт (исл. Breiðholt, исландское произношение: [ˈpreiðˌhɔl̥t]) — юго-восточный район Рейкьявика. Это один из крупнейших районов города с населением 22 179 человек (2022). В этом районе проживает самое большое количество жителей иностранного происхождения в Рейкьявике.

## История
Брейдхольт изначально был небольшой деревней. С конца Второй мировой войны до 1960 года население Рейкьявика выросло с 46 578 до 72 270 человек. Недостаточное жилье было серьезной проблемой, вынуждавшей многие семьи жить в холодных, ветхих бараках, оставленных британской и американской армиями. В 1965 году Брейдхольт был в основном внешней границей населенных пунктов Рейкьявика.
В 1962 году начались работы по реализации планов зонирования всего Рейкьявика, которые продолжались до 1983 года, и итальянский архитектор Альдо Росси оказал влияние на развитие. Брейдхольт был разделен на три небольших района. Первая часть (нижний Брейдхольт) возникла в период с 1966 по 1973 год, вторая в 1980 году и третья в 1985 году. В 1999 году Брейдхольт был самым густонаселенным районом Рейкьявика с 22 030 жителями, затем в 2012 год население упало до 20 546 человек, но постепенно выросло к 2022 году до 22 179 человек.